# Suimanga de Bolton
El suimanga de Bolton (Aethopyga boltoni) és un suimanga, per tant un ocell de la família dels nectarínids (Nectariniidae). Habita els boscos de les muntanyes de Mindanao, a les Filipines.

## Hàbitat
És una espècie endèmica de l'illa de Mindanao, al sud de les Filipines. Els seus hàbitats són les selves tropicals humides de muntanya.

## Taxonomia
Va ser formalment descrita com a espècie al 1905 per l'ornitòleg Americà Edgar Alexander Mearns a partir d'espècimens aconseguits al Mont Apo, muntanya més alta de les Filipines que es troba a l'illa de Mindanao.

## Subespècies
Se'n reconeixen les següents subespècies:
- A. b. malindangensis Rand i Rabor, 1957 – A l'oest de Mindanao
- A. b. boltoni Mearns, 1905 – A l'est-centre i est de Mindanao
- A. b. tibolii Kennedy, RS, Gonzales i Miranda, 1997 – Al sud de Mindanao